# Indigofera exilis
Indigofera exilis là một loài thực vật có hoa trong họ Đậu. Loài này được Grierson & D.G.Long miêu tả khoa học đầu tiên.